# Henry Sully
Henry Sully (1680 – 1729) è stato un orologiaio inglese.
Visse per molti anni in Francia.

## Orologio marittimo

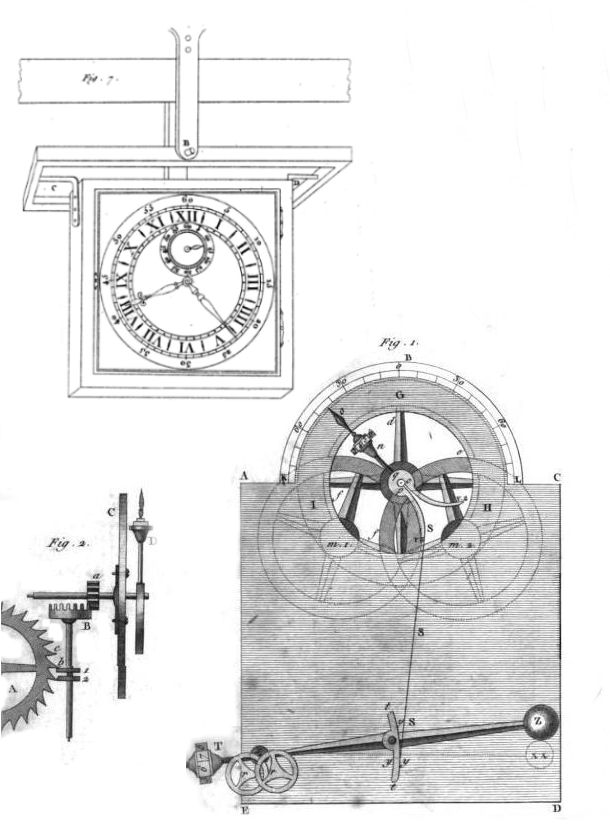
L'orologio di Henry Sully's (Fig. 1) con escapement (Fig. 2) e meccanismo di sospensione (Fig. 7)

Inventò un cronometro marittimo per determinare la longitudine con precisione: un sofisticato orologio a pendolo. Presentò il primo Montre de la Mer nel 1716 all'Accademia francese delle scienze.
Fu il primo a produrre un cronometro a Parigi. Nel 1718, Henry Sully fondò una fabbrica di orologi a Versailles. Presentò due nuovi modelli nel 1723. Nel 1726, pubblicò Une Horloge inventée et executée par M. Sulli. I suoi cronometri funzionavano bene nell'acqua calma, ma non nel mare d'altura.
Henry Sully lavorava con Julien Le Roy, un orologiaio di Luigi XV. In Francia, il lavoro di Henry Sully fu proseguito da Pierre Le Roy e Ferdinand Berthoud.

## Opere

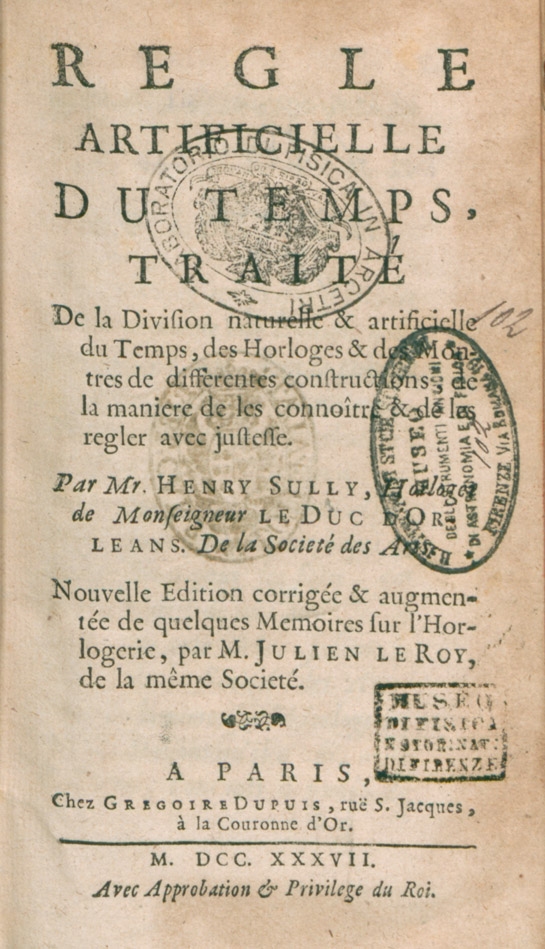
Regle artificielle du temps, 1737

- (FR) Regle artificielle du temps, Grégoire Du Puis, 1737.